# Orthostichidium guyanense
Orthostichidium guyanense là một loài rêu trong họ Pterobryaceae. Loài này được (Mont.) Broth. mô tả khoa học đầu tiên năm 1906.